# Frank Andersson
Frank Öivind Stefan Andersson (Trollhättan, 9 maggio 1956 – Stoccolma, 9 settembre 2018) è stato un lottatore svedese, specializzato nella lotta greco-romana.

## Palmarès
- Giochi olimpici

Los Angeles 1984: bronzo nei pesi medio-pesanti.
- Mondiali

Göteborg 1977: oro nei 90 kg.
San Diego 1979: oro nei 90 kg.
Katowice 1982: oro nei 90 kg.